# Wimbledon Championships 1902
Die 26. Auflage der Wimbledon Championships fand 1902 auf dem Gelände des All England Lawn Tennis and Croquet Club an der Worple Road statt.

## Herreneinzel
Laurence Doherty besiegte in der Challenge Round den Vorjahressieger Arthur Gore und holte sich seinen ersten von fünf Titeln.

## Dameneinzel
Die Challenge Round der Damen zwischen Charlotte Cooper und Muriel Robb musste nach zwei Sätzen beim Stand von 4:6 und 11:13 wegen starker Regenfälle abgebrochen werden. Am folgenden Tag wurde das Match neu gestartet, und Muriel Robb gewann mit 7:5 und 6:1 ihren einzigen Titel.

## Herrendoppel
Beim Doppel konnten Sydney Smith und Frank Riseley die Siegesserie der Brüder Doherty unterbrechen. Sie gewannen die Challenge Round mit  4:6, 8:6, 6:3, 4:6 und 11:9.